# Quarentinha
Pour les articles homonymes, voir Cardoso.
Waldir Cardoso Lebrêgo, dit Quarentinha (15 septembre 1933, Belém - 11 février 1996, Rio de Janeiro), est un footballeur brésilien. Il occupe le poste d'attaquant dans les années 1950 et 1960.
Quarentinha est le meilleur buteur de l'histoire du Botafogo FR, pour lequel il marque 312 buts en 447 matchs. Il forme notamment une doublette offensive infernale avec Pépé . Il ne commémore jamais ses buts, arguant qu'il n'y a pas motif à célébration, étant donné qu'il est payé pour cela, ce qui irrite les supporters du club. 
Aux côtés de Didi et Garrincha, il marque l'histoire du club et est, pour trois éditions consécutives, meilleur buteur du championnat carioca en 1958, 1959 et 1960. Il possède l'une des meilleures moyennes de buts de l'histoire de la sélection brésilienne, avec un but par match (17 buts en 17 matchs au total). 
Il meurt d'insuffisance cardiaque à l'âge de 62 ans.

## Palmarès
- Vainqueur du championnat de Rio en 1957 et 1962 avec Botafogo
- Vainqueur du tournoi Rio-Sao Paulo en 1962 avec Botafogo